# متلألئة شاحبة
متلألئة شاحبة (الاسم العلمي:Luzula pallescens) هي نوع من النباتات تتبع جنس المتلألئة من الفصيلة الأسلية. تم وصف هذا النوع من النبات علمياً لأول مرة من قبل ألوف بيتر سوارتز سنة 1814.